# Han-sur-Nied
Pour les articles homonymes, voir Han et Nied (homonymie).
Han-sur-Nied est une commune française située dans le département de la Moselle,  en région Grand Est.

## Géographie

### Localisation
Han-sur-Nied est un vilage rural lorrain situé sur la section commune de l'axe routier Metz-Morhange et de celui reliant Saint-Avold à Pont-à-Mousson, sur la rive droite de la Nied française.
Il se trouve dans l'aire d'attraction de Metz et dans la zone d'emploi de cette ville, ainsi que dans le bassin de vie de Rémilly.

### Communes limitrophes
Les communes limitrophes sont  Adaincourt, Herny, Rémilly, Saint-Epvre et Vatimont.
|         | Adaincourt   | Herny    |
| Rémilly | Han-sur-Nied |          |
|         | Saint-Epvre  | Vatimont |

### Géologie et relief
La superficie de la commune est de 2,02 km2 ; son altitude varie de 223  à   252 mètres.

### Hydrographie

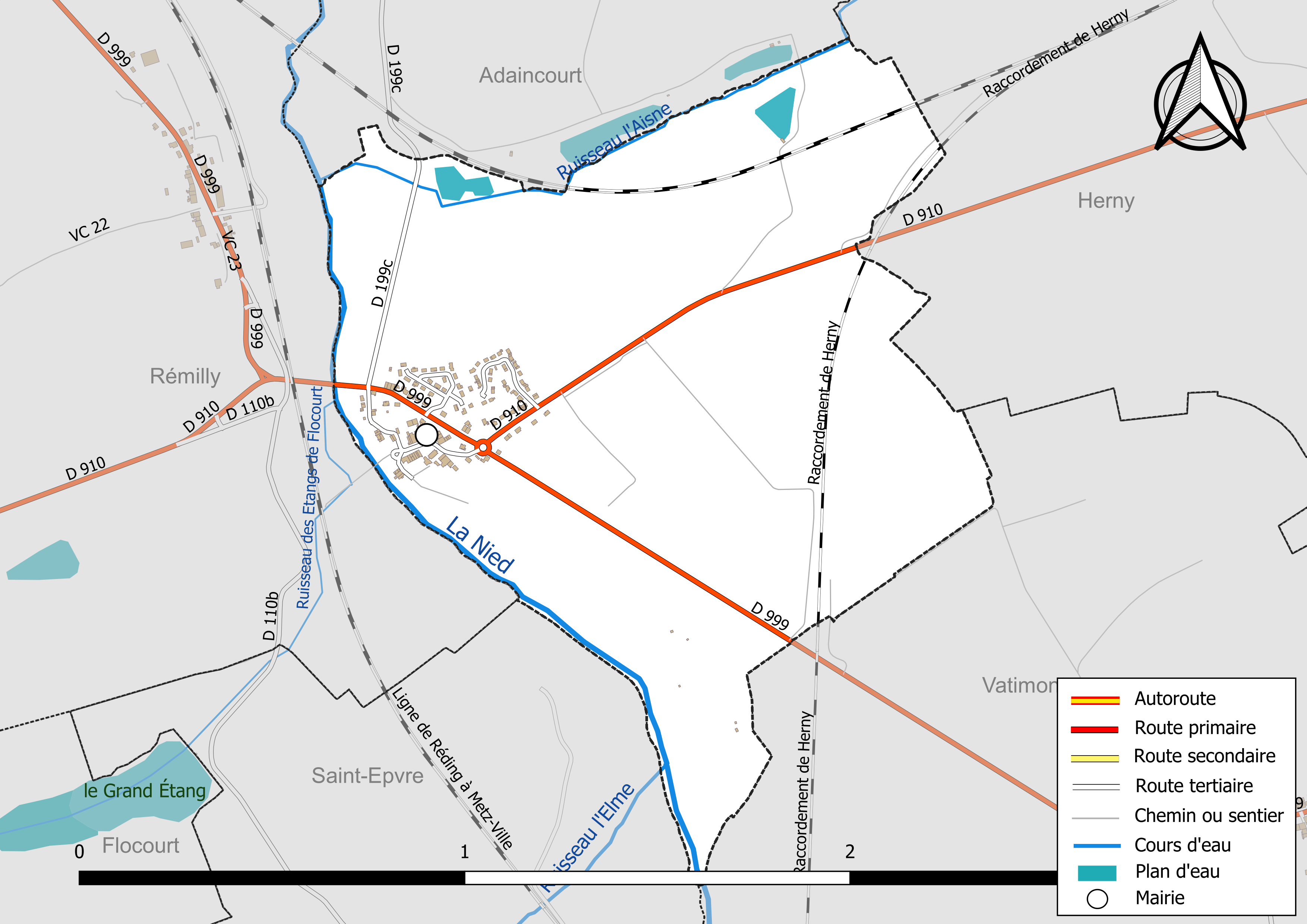
Réseaux hydrographique et routier de Han-sur-Nied.

La commune est située dans le bassin versant du Rhin au sein du bassin Rhin-Meuse. Elle est drainée par la Nied, l'Elme, le ruisseau l'Aisne et le ruisseau des Etangs de Flocourt.
La Nied, d'une longueur totale de 96,7 km, prend sa source dans la commune de Marthille, traverse 47 communes françaises, puis poursuit son cours en Allemagne où elle se jette dans la Sarre.
L'Elme, d'une longueur totale de 10,3 km, prend sa source dans la commune de Moncheux et se jette dans la Nied à Saint-Epvre en limite avec Han-sur-Nied, après avoir traversé six communes.
La qualité des eaux des principaux cours d’eau de la commune, notamment de la Nied et du ruisseau l'Elme, peut être consultée sur un site dédié géré par les agences de l’eau et l’Agence française pour la biodiversité.

### Climat
Pour des articles plus généraux, voir Climat du Grand Est et Climat de la Moselle.
En 2010, le climat de la commune est de type climat océanique dégradé des plaines du Centre et du Nord, selon une étude du Centre national de la recherche scientifique s'appuyant sur une série de données couvrant la période 1971-2000. En 2020, Météo-France publie une typologie des climats de la France métropolitaine dans laquelle la commune est exposée à un climat semi-continental et est dans la région climatique Lorraine, plateau de Langres, Morvan, caractérisée par un hiver rude (1,5 °C), des vents modérés et des brouillards fréquents en automne et hiver.
Pour la période 1971-2000, la température annuelle moyenne est de 9,6 °C, avec une amplitude thermique annuelle de 16,8 °C. Le cumul annuel moyen de précipitations est de 806 mm, avec 11,6 jours de précipitations en janvier et 9,4 jours en juillet. Pour la période 1991-2020, la température moyenne annuelle observée sur la station météorologique de Météo-France la plus proche, « Lesse_sapc », sur la commune de Lesse à 6 km à vol d'oiseau, est de 10,7 °C et le cumul annuel moyen de précipitations est de 694,0 mm. 
La température maximale relevée sur cette station est de 40 °C, atteinte le 25 juillet 2019 ; la température minimale est de −20,7 °C, atteinte le 20 décembre 2009,,.
Les paramètres climatiques de la commune ont été estimés pour le milieu du siècle (2041-2070) selon différents scénarios d'émission de gaz à effet de serre à partir des nouvelles projections climatiques de référence DRIAS-2020. Ils sont consultables sur un site dédié publié par Météo-France en novembre 2022.

## Urbanisme

### Typologie
Au 1er janvier 2024, Han-sur-Nied est catégorisée commune rurale à habitat dispersé, selon la nouvelle grille communale de densité à sept niveaux définie par l'Insee en 2022.
Elle est située hors unité urbaine. Par ailleurs la commune fait partie de l'aire d'attraction de Metz, dont elle est une commune de la couronne,. Cette aire, qui regroupe 245 communes, est catégorisée dans les aires de 200 000 à moins de 700 000 habitants,.

### Occupation des sols

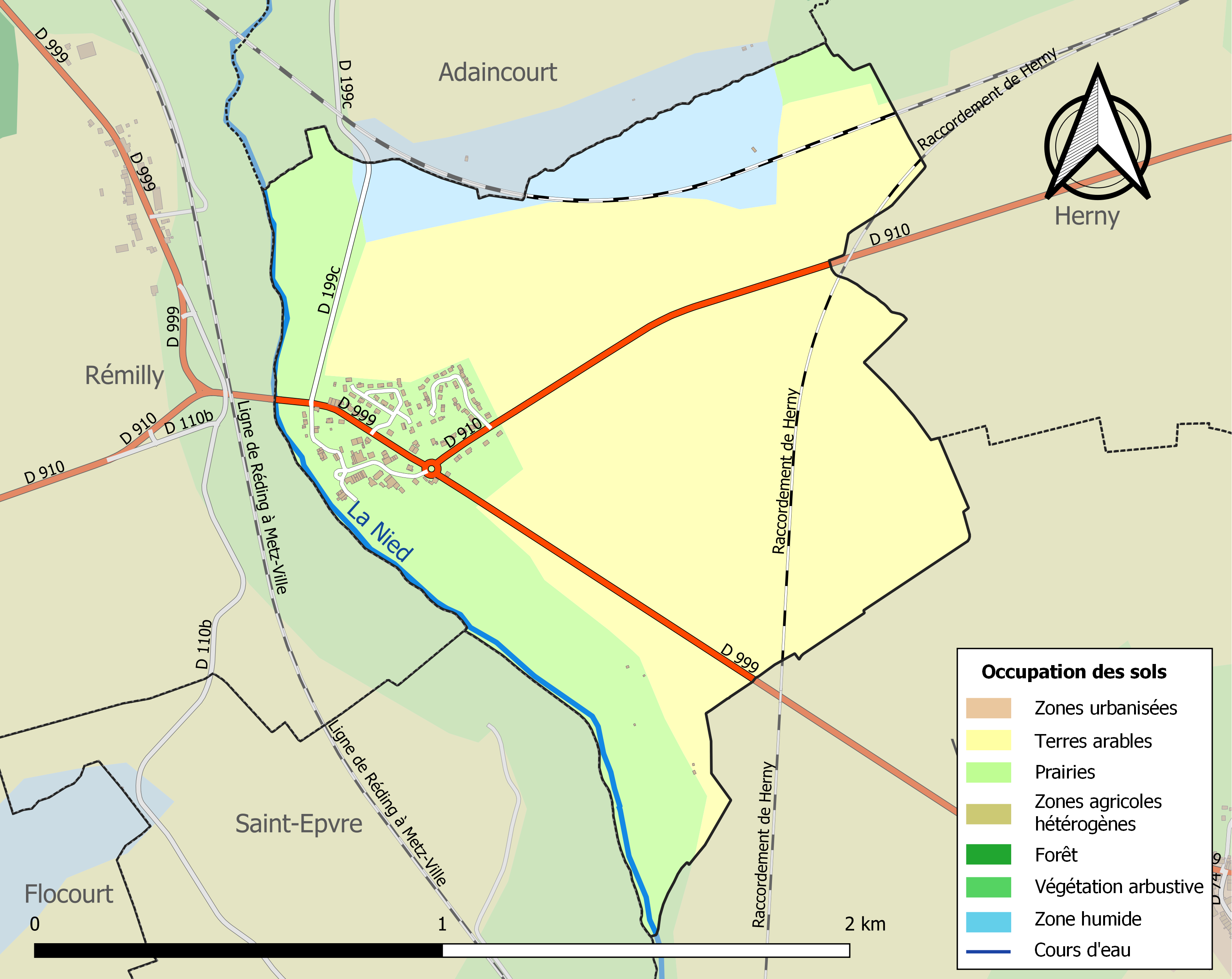
Carte des infrastructures et de l'occupation des sols de la commune en 2018 (CLC).

L'occupation des sols de la commune, telle qu'elle ressort de la base de données européenne d’occupation biophysique des sols Corine Land Cover (CLC), est marquée par l'importance des territoires agricoles (92,2 % en 2018), une proportion identique à celle de 1990 (92,2 %). La répartition détaillée en 2018 est la suivante :
terres arables (66,3 %), prairies (25,9 %), zones humides intérieures (7,8 %). L'évolution de l’occupation des sols de la commune et de ses infrastructures peut être observée sur les différentes représentations cartographiques du territoire : la carte de Cassini (XVIIIe siècle), la carte d'état-major (1820-1866) et les cartes ou photos aériennes de l'IGN pour la période actuelle (1950 à aujourd'hui).

### Habitat et logement
En 2015 et 2020, le nombre total de logements dans la commune était de 105, alors qu'il était de 88 en 2010.
Parmi ces logements, 94,2 % étaient des résidences principales, 1 % des résidences secondaires et 4,8 % des logements vacants. Ces logements étaient pour 83,8 % d'entre eux des maisons individuelles et pour 15,3 % des appartements.
Le tableau ci-dessous présente la typologie des logements à Han-sur-Nied en 2020 en comparaison avec celle de la Moselle et de la France entière. Une caractéristique marquante du parc de logements est ainsi la faible proportion des résidences secondaires et logements occasionnels (1 %) par rapport au département (2,2 %) et à la France entière (9,7 %).
| Typologie                                               | Han-sur-Nied | Moselle | France entière |
| ------------------------------------------------------- | ------------ | ------- | -------------- |
| Résidences principales (en %)                           | 94,2         | 88,6    | 82,1           |
| Résidences secondaires et logements occasionnels (en %) | 1            | 2,2     | 9,7            |
| Logements vacants (en %)                                | 4,8          | 9,2     | 8,2            |

### Voies de communication et transports
Le village est desservi par les anciennes routes nationales RN 399 et RN 410 (actuelles RD 999 et 910).
Il se trouve au centre d'un triangle ferroviaire formé, au nord, par la ligne de Rémilly à Stiring-Wendel, la ligne de Réding à Metz-Ville (qui tangente à l'ouest le territoire communal) et le raccordement de Herny vers la LGV Est européenne, à l'est de la commune. La station de chemin de fer la plus proche est la Gare de Rémilly,  desservie par des trains du réseau TER Grand Est des relations Metz-Ville-Forbach ou Sarrebruck et Metz-Ville-Sarrebourg.

## Toponymie
- Hon an der Nied en allemand[15].
- Hans en 1239 et 1404, Han et Hem en 1544, Han en 1756, Han sur Nied en 1793, Ham sur Nied (carte Cassini), Han an der Nied (1871-1918), Hann an der Nied (1940-1944).

## Histoire

### Ancien Régime
- Fief avec justice haute, moyenne et basse, mouvant de l'évêché de Metz en 1681.
- Était annexe de la paroisse de Herny[Quand ?].

### Époque contemporaine
Un projet de fusion des communes d'Arriance, Han-sur-Nied, Herny, Vatimont, Vittoncourt et Voimhaut pour former une commune nouvelle a été envisagée puis abandonnée en 2018,.

## Politique et administration

### Rattachements administratifs et électoraux

#### Rattachements administratifs
La commune se trouvait depuis 1919 dans l'arrondissement de Boulay-Moselle du département de la Moselle. Le 1er janvier 2015, celui-ci est fusionné avec l'arrondissement de Forbach pour constituer le nouvel arrondissement de Forbach-Boulay-Moselle,
Elle faisait partie depuis 1801 du canton de Faulquemont. Dans le cadre du redécoupage cantonal de 2014 en France, cette circonscription administrative territoriale a disparu, et le canton n'est plus qu'une circonscription électorale.

#### Rattachements électoraux
Pour les élections départementales, la commune fait partie depuis 2014 d'un nouveau canton de Faulquemont porté de 31 à 61 communes.
Pour l'élection des députés, elle fait partie de la septième circonscription de la Moselle.

### Intercommunalité
Han-sur-Nied est membre de la communauté de communes du District Urbain de Faulquemont, un établissement public de coopération intercommunale (EPCI) à fiscalité propre créé en 2002 et auquel la commune avait transféré un certain nombre de ses compétences, dans les conditions déterminées par le code général des collectivités territoriales.
Comme son nom le suggère, cette structure succède à l'ancien district urbain de Faulquemont créé en 1970.

### Liste des maires
| Période                                  | Période                        | Identité           | Étiquette | Qualité                |
| ---------------------------------------- | ------------------------------ | ------------------ | --------- | ---------------------- |
| Les données manquantes sont à compléter. |                                |                    |           |                        |
|                                          |                                |                    |           |                        |
| 1832                                     | 1847                           | Antoine Clause     |           |                        |
| 1847                                     | 1848                           | François Mangin    |           |                        |
| 1848                                     | 1865                           | Joseph Gandar      |           |                        |
|                                          |                                |                    |           |                        |
| 1868                                     | 1885                           | Charles Clause     |           |                        |
| 1885                                     | 1886                           | M. Georges         |           |                        |
| 1886                                     | 1890                           | Charles Clause     |           |                        |
| 1890                                     | 1905                           | M. Guérin          |           |                        |
| 1805                                     | 1840                           | Arthur Clause      |           |                        |
|                                          |                                |                    |           | Occupation allemande   |
| 1945                                     | 1947                           | Charles Jeanpierre |           |                        |
| 1947                                     | 1959                           | Camille Gandar     |           |                        |
| 1959                                     | 1971                           | René Clause        |           |                        |
| 1971                                     | 1977                           | Camille Gandar     |           |                        |
| 1977                                     | 1989                           | Eugène Rayebois    |           |                        |
| mars 1989                                | mars 2008                      | Robert Ferraretto  |           |                        |
| mars 2008                                | mars 2014                      | Christian Deshayes |           |                        |
| mars 2014                                | mai 2020                       | Jean-Luc Ferry     |           |                        |
| mai 2020                                 | janvier 2023                   | Peggy Skriblak     |           | Démissionnaire         |
| avril 2023                               | En cours (au 30 novembre 2023) | Sandra Pichon      |           | Responsable de gestion |

## Équipements et services publics
Le foyer Val de Nied accueille les manifestations du village. Un terrain de sport permet des pratiques sportives.

### Enseignement
Les enfants de la commune sont scolarisés avec ceux de  d’Arriance, d'Herny et de Vatimont dans le cadre d'un regroupement pédagogique intercommunal. L'école de Han-sur-Nied accueille des élèves de CM1 et CM2.

## Population et société

### Démographie
L'évolution du nombre d'habitants est connue à travers les recensements de la population effectués dans la commune depuis 1793. Pour les communes de moins de 10 000 habitants, une enquête de recensement portant sur toute la population est réalisée tous les cinq ans, les populations de référence des années intermédiaires étant quant à elles estimées par interpolation ou extrapolation. Pour la commune, le premier recensement exhaustif entrant dans le cadre du nouveau dispositif a été réalisé en 2008.

En 2022, la commune comptait 251 habitants, en évolution de −3,09 % par rapport à 2016 (Moselle : +0,52 %, France hors Mayotte : +2,11 %).
| 1793 | 1800 | 1806 | 1821 | 1836 | 1841 | 1861 | 1866 | 1871 |
| ---- | ---- | ---- | ---- | ---- | ---- | ---- | ---- | ---- |
| 132  | 144  | 154  | 152  | 152  | 147  | 147  | 161  | 170  |

| 1875 | 1880 | 1885 | 1890 | 1895 | 1900 | 1905 | 1910 | 1921 |
| ---- | ---- | ---- | ---- | ---- | ---- | ---- | ---- | ---- |
| 144  | 134  | 131  | 121  | 116  | 106  | 117  | 114  | 102  |

| 1926 | 1931 | 1936 | 1946 | 1954 | 1962 | 1968 | 1975 | 1982 |
| ---- | ---- | ---- | ---- | ---- | ---- | ---- | ---- | ---- |
| 103  | 91   | 95   | 88   | 103  | 97   | 93   | 83   | 86   |

| 1990 | 1999 | 2006 | 2008 | 2013 | 2018 | 2022 | - | - |
| ---- | ---- | ---- | ---- | ---- | ---- | ---- | - | - |
| 193  | 209  | 237  | 245  | 261  | 257  | 251  | - | - |

### Vie associative
L'association "Village-Plus" offre de nombreuses activités : danse rythmique et douce, gymnastique, cours de danse pour enfants de 4 à 8 ans, soirées théâtre...
L'association "Sports et Loisirs" assure des initiations à la pêche sur l'étang communal.
Le Conseil de fabrique organise le repas de la fête patronale au mois d'octobre.

## Culture locale et patrimoine

### Lieux et monuments
- Église Saint-Rufe ou  Saint-Firmin[24], construite en 1865 en style néogothique, restaurée après la Seconde Guerre mondiale.

### Héraldique
| Blason de Han-sur-Nied | Blason  | De gueules au dextrochère de carnation, vêtu d'azur, mouvant d'un nuage d'argent, tenant une épée du même, garnie d'or, accostée en chef de deux cailloux du même, et une fasce ondée brochant sur le tout d'azur chargée d'une fleur de lys d'or |
| Blason de Han-sur-Nied | Détails | |

## Pour approfondir